# Diocèse d'Atakpamé
Le Diocèse d'Atakpamé (Dioecesis Atakpamensis) est une église particulière de l'Église catholique au Togo, dont le siège est à Atakpamé dans la cathédrale Notre-Dame-de-la-Trinité.

## Mgr Moïse TOUHO est l’actuel évêque du diocèse d’Atakpamé
Le siège épiscopal est vacant depuis le transfert de Mgr Nicodème Anani Barrigah-Benissan à Lomé le 23 novembre 2019.

## Territoire
Il comprend les préfectures d'Ogou, d'Amou, de Wawa et d'Est-Mono dans la région des plateaux et de Blitta dans la région centrale.

## Histoire
Le 29 septembre 1964 est érigé le diocèse d'Atakpamé depuis l'archidiocèse de Lomé.